# Zakamensky (huyện)
Huyện Zakamensky (tiếng Nga: ? райо́н) là một huyện hành chính tự quản (raion), của Buryatia, Nga. Huyện có diện tích 15362 km², dân số thời điểm ngày 1 tháng 1 năm 2000 là 34000 người. Trung tâm của huyện đóng ở Zakamensk.